# Втрати 100-ї окремої розвідувальної бригади (РФ)
У статті наведено подробиці поіменних втрат 100-ї окремої розвідувальної бригади Збройних сил РФ у різних військових конфліктах.

## Російсько-українська війна
| п/п | Прізвище, ім'я, по-батькові                                         | Звання    | Дата народження | Дата смерті | Місце смерті       |
| --- | ------------------------------------------------------------------- | --------- | --------------- | ----------- | ------------------ |
| 1.  | Лукожев Беслан Багаудінович (рос. Лукожев Беслан Багаудинович)      | єфрейтор  | 05.06.1996      | 15.03.2022  | Запорізька область |
| 2.  | Врадій Антон Васильович (рос. Врадий Антон Васильевич)              | капітан   |                 | 06.05.2022  |                    |
| 3.  | Афанасьєв Сергій Володимирович (рос. Афанасьев Сергей Владимирович) | капітан   | 25.10.1982      | 06.05.2022  |                    |
| 4.  | Макаров Ігор Радикович (рос. Макаров Игорь Радикович)               | рядовий   | 1998            | 03.07.2022  |                    |
| 5.  | Арапов Юрій Петрович (рос. Арапов Юрий Петрович)                    | прапорщик | 25.03.1986      | 03.07.2022  | Мелітополь         |
| 6.  | Швець Олександр Володимирович (рос. Швец Александр Владимирович)    | майор     | 11.03.1982      | 15.05.2023  |                    |
| 7.  | Урчуков Амір В'ячеславович (рос. Урчуков Амир Вячеславович)         |           | 31.05.2001      | 16.07.2023  | Курдюмівка         |